# باشگاه فوتبال نورث‌همپتون تاون
باشگاه فوتبال نورث‌همپتون تاون (به انگلیسی: Northampton Town Football Club) یک باشگاه فوتبال در شهر نورث‌همپتون، کشور انگلستان است که در سال ۱۸۹۷ میلادی تأسیس شده‌است.